# Spoorlijn 27A
Spoorlijn 27A is een Belgische spoorlijn nabij Antwerpen. Tot 1970 liep de lijn vanaf Hoboken-Kapelstraat. Het gedeelte vanaf daar tot aan de aftakking Deurne stond ook bekend als de Fortenlijn. Thans loopt de lijn vanaf Mortsel aan de aftakking Liersesteenweg naar de haven van Antwerpen, tot Bundel Rhodesië. De lijn wordt gebruikt als goederenlijn en is de enige toegang tot de haven van Antwerpen op de rechteroever van de Schelde. Spoorlijn 27A is deel van de Montzenroute tussen de Antwerpse haven en Duitsland.

## Geschiedenis
De spoorlijn tussen Deurne en de haven was ruim 36 km lang en is in meerdere fases aangelegd. Het gedeelte tussen Hoboken-Kapelstraat en Luithagen werd geopend op 10 juli 1878. In Y Luithagen sloot de lijn aan met een dubbele spoorboog op spoorlijn 25; in Wilrijk kwamen er aansluitingen met en een brug over lijn 25A. Dit gedeelte had met het bedienen van de fortengordel rond Antwerpen in de eerste plaats een militaire functie. Later werd ze vooral gebruikt voor goederenvervoer in combinatie met lijn 25A. In 1924 werd het gedeelte tot aan de aftakking Schijn aangelegd om aldaar aan te sluiten op spoorlijn 11. Hierbij werden de verbindingen met lijn 25 opgebroken en werden verbindingssporen met spoorlijn 27 en spoorlijn 15 aangelegd. In 1965 werd de lijn verlengd tot de Bundel Rhodesië.
In de jaren 1968-1970 werd het gedeelte tussen Hoboken en Y Deurne opgebroken. Op het westelijk deel van de verhoogde bedding werd de R11 aangelegd; het oostelijk deel, tussen de Prins-Boudewijnlaan en de driehoek van Mortsel, werd een wandel- en natuurgebied. Hier zijn nog sporen terug te vinden van het station Mortsel-Luithagen.
Van Antwerpen-Oost naar Antwerpen-Noorderdokken loopt spoorlijn 27A parallel met spoorlijn 12, deze twee lijnen vormen samen het oostelijke ringspoor rond Antwerpen. In Ekeren is er een aansluiting op spoorlijn 12 richting Essen en Nederland, waarna lijn 27A afbuigt met de bocht van Ekeren om lijn 12 te kruisen.
Tussen aftakking Schijn en de wijk Ekeren-Donk werd, parallel aan lijn 27A, een dubbelsporig werkspoor aangelegd voor de aanleg van de HSL tussen Antwerpen en Nederland. Aan het einde van de werken aan HSL 4 werd dit spoor terug opgebroken. De bedding zelf is nog wel zichtbaar in het landschap.

## Toekomst
Doordat de huidige goederenroute via Antwerpen en Lier reeds enkele jaren verzadigd is, zijn er studies gaande voor een tweede spoortoegang tot de haven van Antwerpen. Een mogelijk tracé zou tussen aftakking Schijn en Merksem parallel lopen met lijn 27A.

## Treindiensten
Alleen goederenvervoer en P-treinen voor het NMBS Personeel naar en vanuit de haven van Antwerpen.

## Aansluitingen
In de volgende plaatsen is of was er een aansluiting op de volgende spoorlijnen:
Hoboken-Kapelstraat
Spoorlijn 52 tussen Dendermonde en Antwerpen-Zuid
Y Schoonselhof
Spoorlijn 52/1 tussen Y Hoboken en Y Schoonselhof
Y West Luithagen
Spoorlijn 27B tussen Y Vrouwvliet en Antwerpen-Zuid
Y Luithaegen
Spoorlijn 25 tussen Brussel-Noord en Antwerpen-Luchtbal
Y Liersesteenweg
Spoorlijn 27 tussen Brussel-Noord en Antwerpen-Centraal
Y Krijgsbaan
Spoorlijn 15/1 tussen Y Krijgsbaan en Y Aubry
Y Zuid Groenenhoek
Spoorlijn 27/2 tussen Y Zuid Groenenhoek en Y Noord Groenenhoek
Y Oost Berchem
Spoorlijn 59 tussen Y Oost Berchem en Gent-Dampoort
Antwerpen-Oost
Spoorlijn 12 tussen Antwerpen-Centraal en Lage Zwaluwe
Antwerpen-Schijnpoort
Spoorlijn 12B tussen Antwerpen-Schijnpoort en Antwerpen-Dokken & Stapelplaatsen
Spoorlijn 12 tussen Antwerpen-Centraal en Lage Zwaluwe
Antwerpen-Dam
Spoorlijn 12 tussen Antwerpen-Centraal en Lage Zwaluwe
Antwerpen-Noorderdokken
Spoorlijn 12 tussen Antwerpen-Centraal en Lage Zwaluwe
Y Schijn
Spoorlijn 11 tussen Y Schijn en Bundel Noordland
Y Ekerse Dijk
Spoorlijn 27C tussen Y Ekerse Dijk en Antwerpen-Noord
Y Noorderlaan
Spoorlijn 220 tussen Y Noorderlaan en Merksem
Y Leopold
Spoorlijn 220/1 tussen Y Leopold en Y Ford

## Verbindingssporen
27A/1: Antwerpen-Noord (inrit C1) - Y Muisbroek (lijn 27C) tot 1970: Y Liersesteenweg / Y Blok 19 (lijn 27) - Y Deurne / Y Blok 7 (lijn 27A)
27A/2: Antwerpen-Noord (inrit B3) - Y Schijn (lijn 11, 27A) tot 1970: Y Oost Luithagen / Y Blok 6 (lijn 27A) - Y Drabstraat (lijn 27)
27A/3: Y Blok 17 (lijn 27B) - Y West Luithagen / Y Blok 5 (lijn 27A)

## Galerij

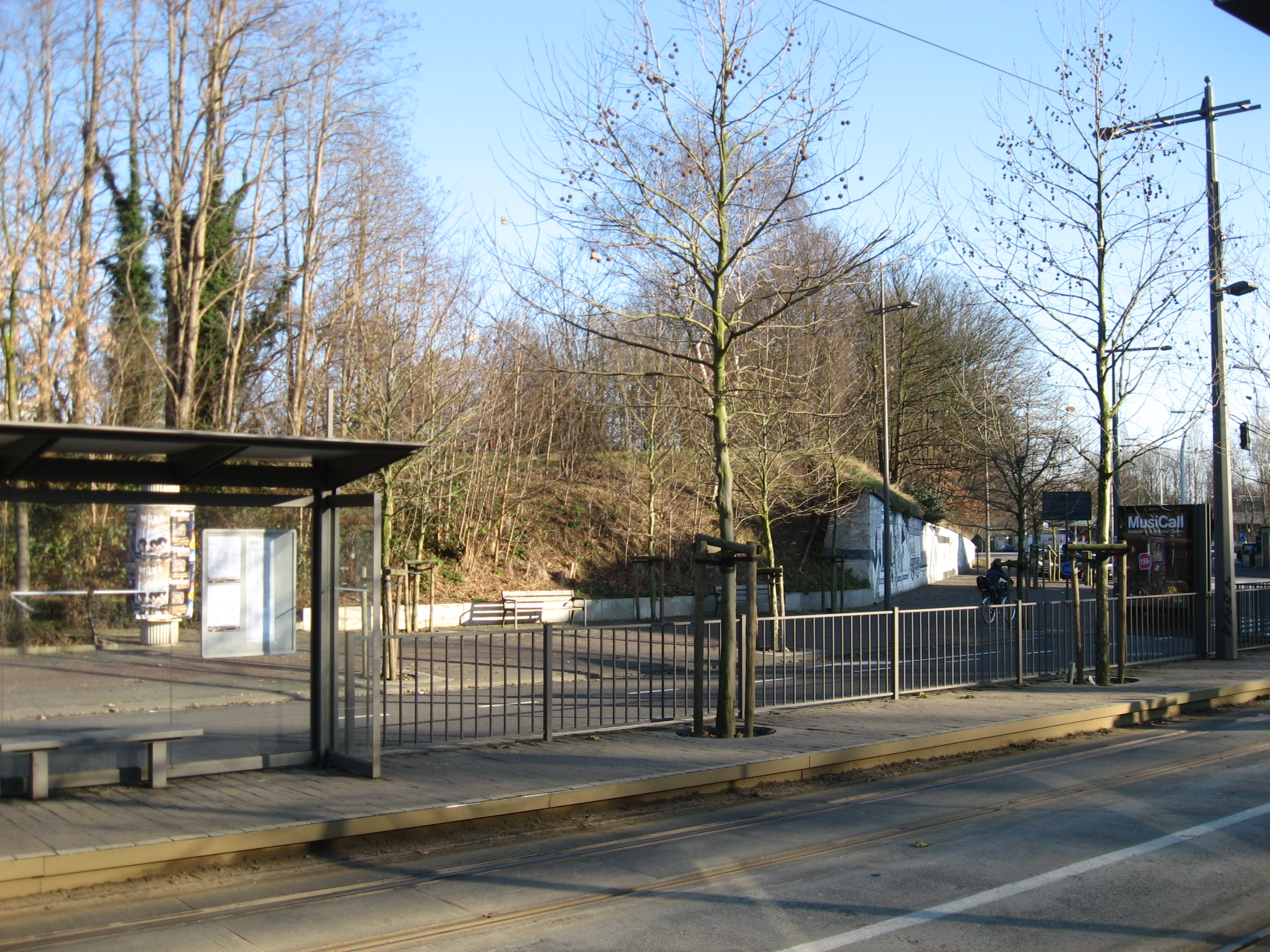
Het talud van het voormalig tracé in Mortsel bij de tramhalte Vredebaan bij het station Mortsel-Luithagen.
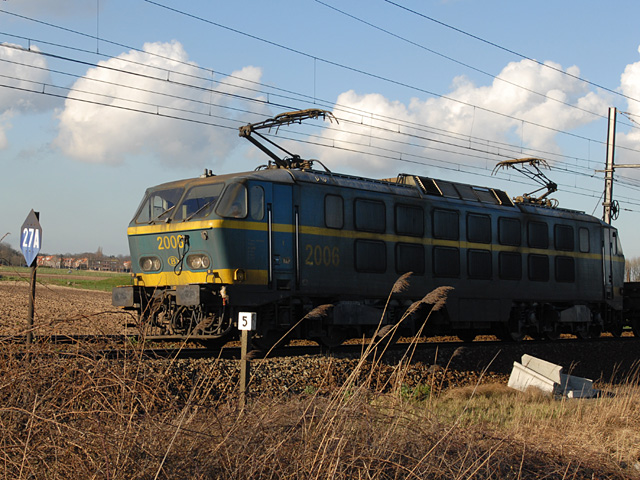
HLE 2006 trekt een sleep ballastwagens op spoorlijn 27A in Ekeren-Donk.